# Hard Rock Hallelujah
„Hard Rock Hallelujah“ (на български: Твърд Рок Алилуя) е песен на финландската хардрок група „Лорди“. „Hard Rock Hallelujah“ е издадена като сингъл през 2006 г., достигайки до първото място във Финландия и също достига върха в „Топ 40“ на Великобритания.
„Лорди“ изпълняват песента „Hard Rock Hallelujah“ на Евровизия 2006 в Атина, Гърция и печелят песенния конкурс с 292 точки. Песента е гласувана за най-популярната финландска песен в Евровизия през близо четиридесетте години, в които страната участва. Песента държи рекорда за най-много набрани точки, докато три години по-късно е победена от песента „Fairytale“ на Александър Рибак от Норвегия с 387 точки. На 26 май 2006 г. финландците счупват световния рекорд за песни в караоке, когато около 80 000 души изпяват песента „Hard Rock Hallelujah“ на пазарния площад в Хелзинки.